# Johann Christoph Pfleiderer

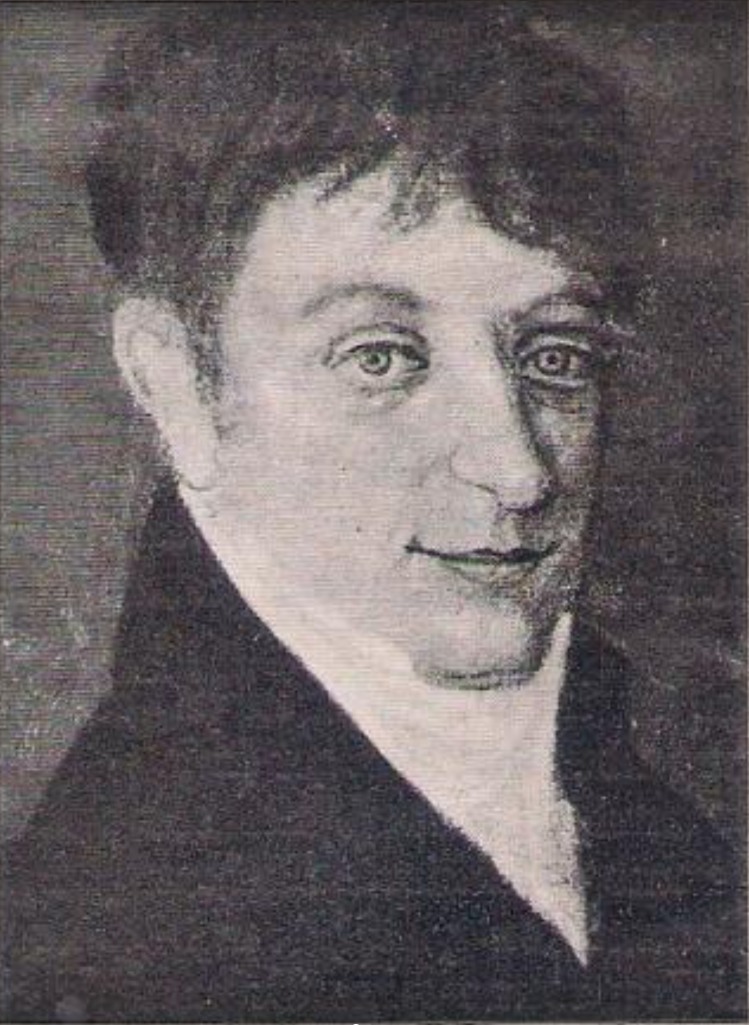
Porträt Christoph Pfleiderer, 1784–1842

Johann Christoph Pfleiderer (* 25. März 1784 in Waiblingen; † 15. November 1842 ebenda) war ein Abgeordneter im württembergischen Landtag, „Kastenpfleger“ und Bäcker.

## Leben
Sein Vater, Georg Friedrich Pfleiderer, war Rotgerber; diesen Beruf übten auch seine beiden älteren Brüder aus. Seine Mutter war Maria Margarete, die Tochter des Bäckers Pfander, der wie Vater Pfleiderer dem Waiblinger Stadtrat angehörte. 1809 ging Pfleiderer die Ehe mit der Bäckerstochter Elisabeth Kauffmann ein. Das Paar hatte 3 Kinder.
Pfleiderer hatte als Kastenpfleger die beträchtlichen Stiftungen der Stadt Waiblingen zu verwalten; 1826–1838 war er Abgeordneter für den Oberamtsbezirk Waiblingen in der II. Kammer des württembergischen Landtags. 1833 war er Mitglied von vier Kommissionen (Geschäftsordnungs-, Petitions-, Finanz- und Gewerbekommission).